# الميثاق الوطني (لبنان)
الميثاق الوطني هو الإتفاق غير المكتوب التي نظم أسس الحكم في لبنان عام 1943 وما زال يؤثر في سياستها حالياً. وبعد المفاوضات بين قيادات الشيعة والسنية والمارونية نشأ هذا الميثاق الوطني الذي سمح للبنان بالاستقلال من الحماية الفرنسية. ومن بين نقاط هذا الإتفاق:
- يجب أن يكون رئيس الجمهورية وقائد الجيش من الموارنة.
- يجب أن يكون رئيس مجلس الوزراء من السنة.
- يجب أن يكون رئيس مجلس النواب من الشيعة.
- يجب أن يكون نائب رئيس مجلس النواب ونائب رئيس مجلس الوزراء من الروم الأرثوذكس.
- يجب أن يكون نسبة النواب المسيحيين والمسلمين 5:6.
- يجب أن يكون رئيس الأركان العامة من الدروز.
- قبول الموارنة الهوية العربية بدلاً من الهوية الغربية.
- تخلي المسلمين عن مطمح الوحدة مع سوريا.

وبسبب الأغلبية المسيحية التي ظهرت في إحصاء السكان عام 1932 حصلت الطائفة المارونية على معظم الصلاحيات في الدولة الجديدة. ولكن تغير الواقع الديموغرافي في لبنان وتعاظم الاستياء من الحكومات المتعاقبة بالإضافة إلى الفوارق الطائفية أدى إلى قيام الحرب الأهلية اللبنانية والتي انتهت باتفاق الطائف عام 1989 الذي غيّر نسبة النواب في البرلمان إلى المناصفة بين المسيحيين والمسلمين وقلّل من صلاحيات الرئيس الماروني.